# Lista de vice-presidentes do Uruguai
O Vice-Presidente do Uruguai é o único que ocupa o cargo de Presidente da República em caso de ausência. Presidente e Vice-Presidente são eleitos por eleição popular direta. São escolhidos em uma unica aplicação apresentado pelo respectivo partido.

## Ex-Vice-presidentes vivos
Atualmente,encontram-se vivos 6 ex-vice-presidentes uruguaios:

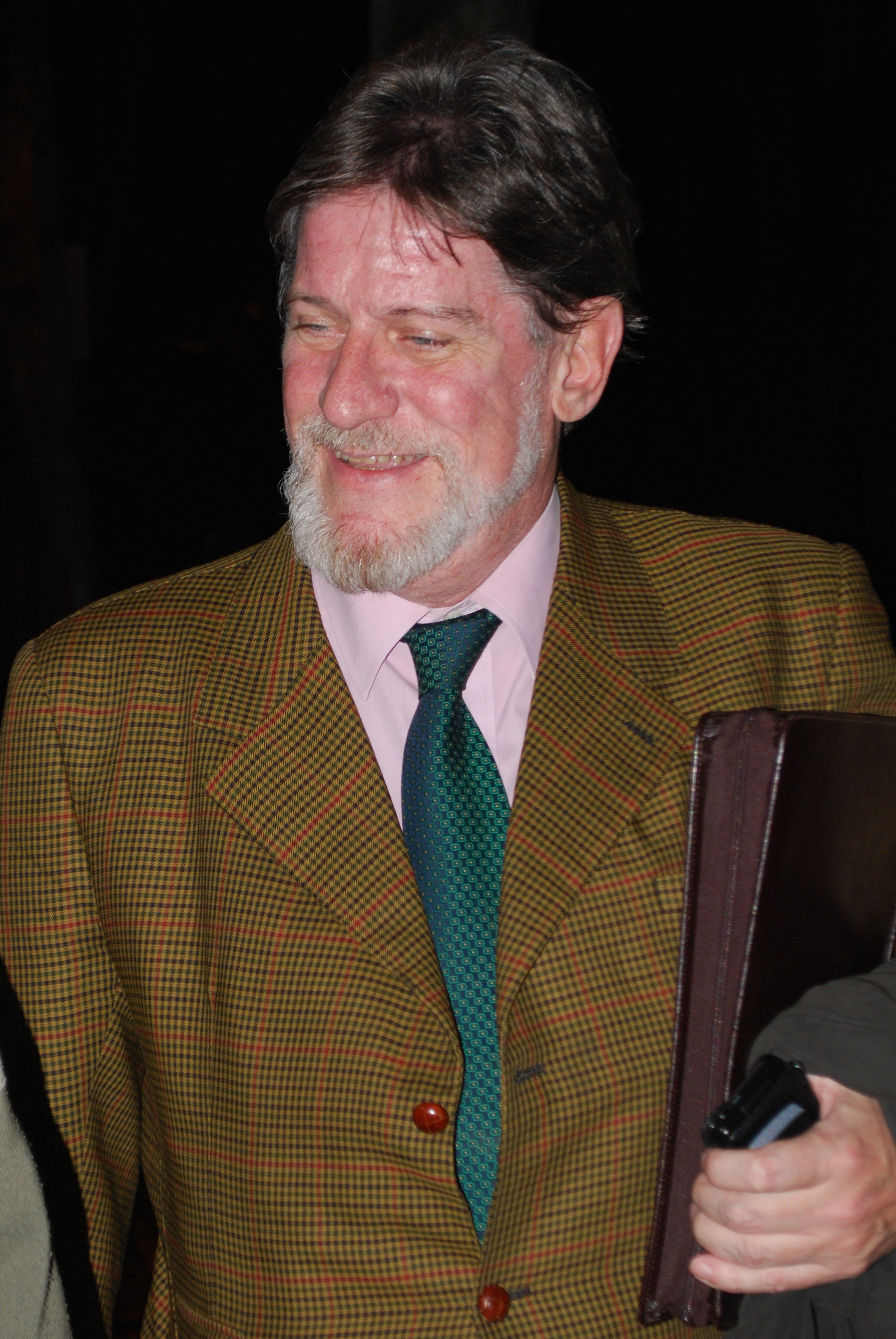
Luis Hierro López (2000-2005) Idade: 78 anos
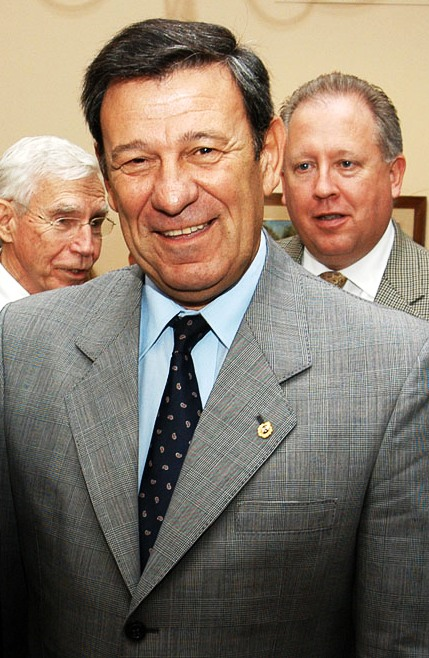
Rodolfo Nin Novoa (2005-2010) Idade: 77 anos
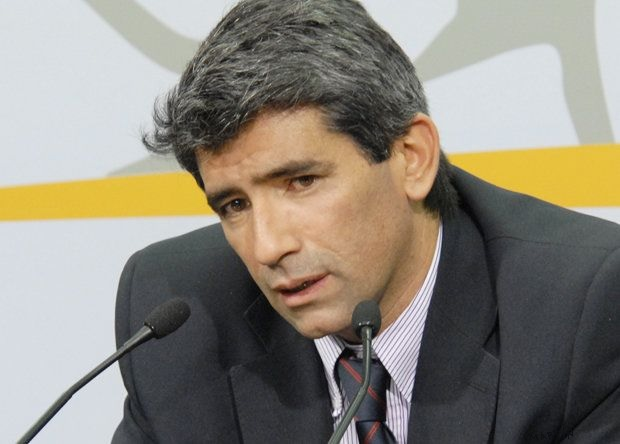
Raúl Fernando Sendic (2015-2017) Idade: 62 anos
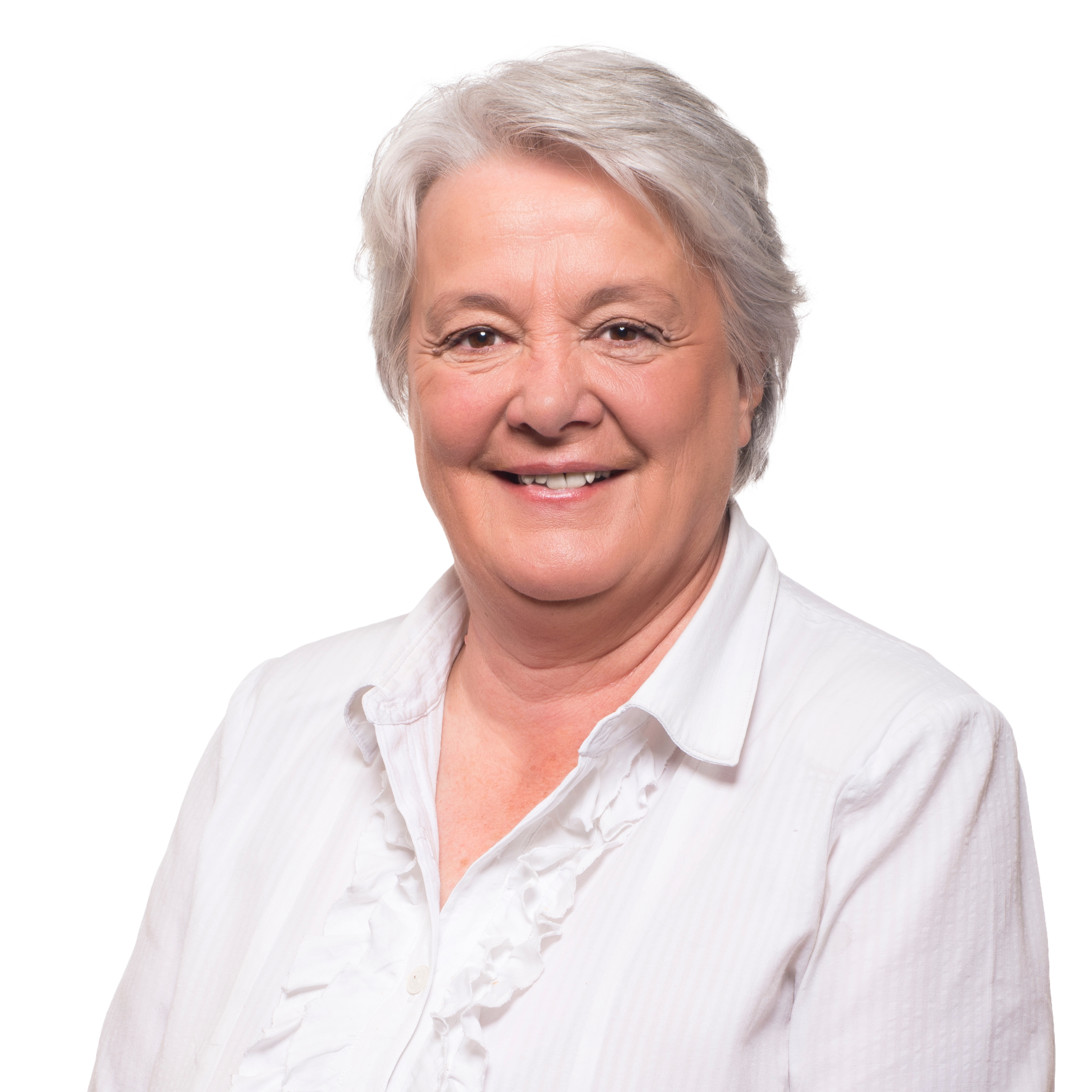
Lucía Topolansky (2017-2020) Idade: 80 anos
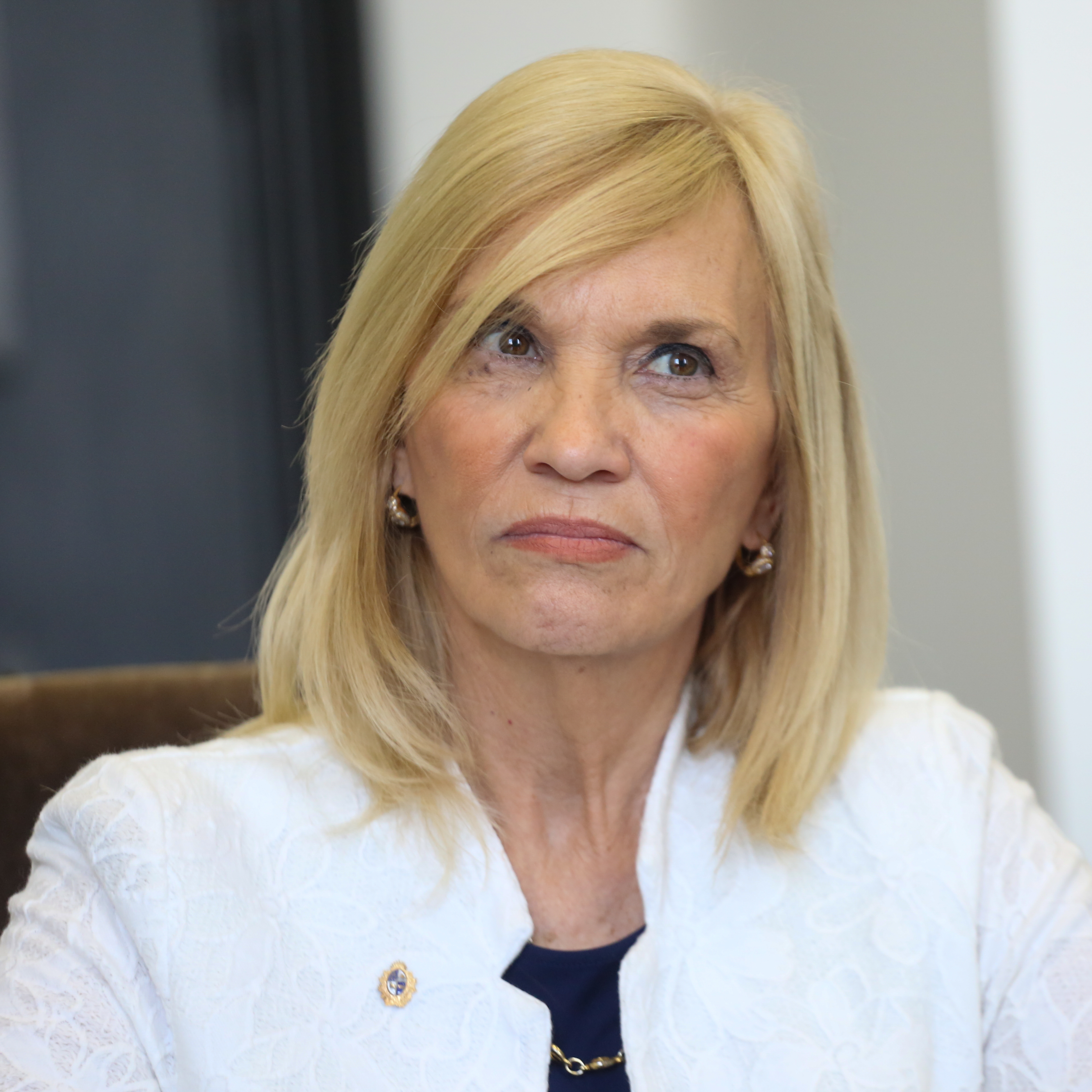
Beatriz Argimón (2020-2025) Idade: 63 anos

## Lista de Vice-presidentes de Uruguai
| Periodo         | Nome                                                                             |
| --------------- | -------------------------------------------------------------------------------- |
| 1934-1938       | Alfredo Navarro                                                                  |
| 1938-1943       | César Charlone                                                                   |
| 1943-1947       | Alberto Guani                                                                    |
| 1947            | Luis Batlle Berres                                                               |
| 1947-1951       | Alfeo Brum                                                                       |
| 1951-1952       | Alfeo Brum                                                                       |
| 1952-1967       | Conselho nacional de Governo Não houve vice-presidentes no Uruguai nesse período |
| 1967            | Jorge Pacheco Areco                                                              |
| 1967-1972       | Alberto Abdala                                                                   |
| 1972-1973       | Jorge Sapelli                                                                    |
| 1973-1985       | Ditadura militar do Uruguai Não houve vice-presidentes no Uruguai nesse período  |
| 1985-1990       | Enrique Tarigo                                                                   |
| 1990-1995       | Gonzalo Aguirre                                                                  |
| 1995-1998       | Hugo Batalla                                                                     |
| 1998-2000       | Hugo Fernández Faingold                                                          |
| 2000-2005       | Luis Hierro López                                                                |
| 2005-2010       | Rodolfo Nin Novoa                                                                |
| 2010-2015       | Danilo Astori                                                                    |
| 2015-2017       | Raúl Fernando Sendic                                                             |
| 2017-2020       | Lucía Topolansky                                                                 |
| 2020-2025       | Beatriz Argimón                                                                  |
| 2025-atualmente | Carolina Cosse                                                                   |